# 조지아 녹색당
조지아 녹색당(Georgia Green Party)은 미국 조지아주의 생태주의 정당이다.
2021년 트랜스젠더 문제에 관한 이견을 이유로 미국녹색당 전국위원회에서 제명당했다.

## 같이 보기
- 미국 녹색당
- 녹색정치